# موزي
موزي بالصينية (墨子) ‏ (470 ق م - 391 ق م) فيلسوف صيني عاش في زمن مدارس الفكر المائة (في مطلع فترة الدول المتحاربة). وأسس مدرسة الموزية وجادل بشدة ضد الكونفوشية والطاوية. أثناء فترة الممالك المتحاربة، تطورت الموزية ومورست في العديد من الدول، إلا أنها سقطت من الاهتمام عندما جاءت أسرة تشين القانونية إلى السلطة. وأثناء تلك الفترة، اندثرت العديد من الكلاسيكيات الموزية عندما نفذ تشين شى هوانغ سياسة حرق الكتب ودفن العلماء، ثم قل الاهتمام بالموزية أكثر بعد أن أصبحت الكونفوشيوسية المدرسة الفكرية المهيمنة خلال عصر سلالة هان، واختفي في منتصف عصر سلالة هان الغربية.
جاء موزي بعد كونفيشيوس وقد قال عنه خصمه منشيوس: "لقد كان يحب الناس جميعا، وكان يود لو يستطيع أن يبلى جسمه كله من قمة رأسه إلى أخمص قدمه إذا كان في هذا خيرا لبني الإنسان؛ وقد نشأ موزي في بلدة لو التي نشأ فيها كونفوشيوس، وذاعت شهرته بعد وفاة الحكيم الأكبر بزمن قليل. وكان يعيب على كونفوشيوس أن تفكيره خيالي غير عملي، وأراد أن يستبدل بهذا التفكير دعوة الناس جميعا لأن يحب بعضهم بعضا. وكان من أوائل المناطقة الصينيين ومن شر المجادلين المحاجين في الصين؛ وقد عرف القضية المنطقية تعريفا غاية في البساطة فقال: هذه هي التي أسميها قواعد الاستدلال الثلاث:
- أين يجد الإنسان الأساس؟ ابحث عنه في دراسة تجارب أحكم الرجال الأقدمين.
- كيف يلم الإنسان به إلماما عاما؟ افحص عما في تجارب الناس العقلية من حقائق واقعية.
- كيف تطبقها؟ ضعها في قانون وسياسة حكومية، وانظر هل تؤدي إلى خير الدولة ورفاهية الشعب أو لا تؤدي إليهما.

وعلى هذا الأساس جد موزي في البرهنة على أن الأشباح والأرواح حقائق واقعية، لأن كثيرين من الناس قد شاهدوها، وكان من أشد المعارضين لآراء كونفوشيوس المجردة غير المجسمة عن الله، وكان من القائلين بشخصية الله. وكان يظن كما يظن بسكال أن الدين رهان مربح في كلتا الحالين: فإذا كان آباؤنا الذين نقرب لهم القرابين يستمعون إلينا فقد عقدنا بهذه القرابين صفقة رابحة، وإذا كانوا أمواتا لا حياة لهم ولا يشعرون بما نقرب إليهم فإن القرابين تتيح لنا فرصة الاجتماع بأهلينا وجيرتنا، لنستمتع جميعا بما نقدمه للموتى من طعام وشراب".
وبهذه الطريقة عينها يثبت موزي أن الحب الشامل هو الحل الوحيد للمشكلة الاجتماعية؛ فإذا ما عم الحب العالم أوجد فيه بلا ريب الدولة الفاضلة والسعادة الشاملة التي بها «يحب الناس كلهم بعضهم بعضا، ولا يفترس أقوياؤهم ضعفاءهم، ولا تنهب كثرتهم قلتهم، ولا يزدري أغنياؤهم فقراءهم، ولا يسفه عظماؤهم صغارهم، ولا يخدع الماكرون منهم السذج». والأنانية في رأيه مصدر كل شر سواء كان هذا الشر رغبة الطفل في التملك أو رغبة الإمبراطوريات في الفتح والاستعمار.
ويعجب موزي كيف يدين الناس أجمعون من يسرق خنزيرا ويعاقبونه أشد العقاب، أما الذي يغزو مملكة ويغتصبها من أهلها، فإنه يعد في أعين أمته بطلا من الأبطال ومثلا أعلى للأجيال المقبلة. ثم ينتقل موزي من هذه المبادئ السلمية إلى توجيه أشد النقد إلى قيام الدولة حتى لتكاد عقيدته السياسية تقترب كل القرب من الفوضى، وحتى أزعجت هذه العقيدة ولاة الأمور في عصره. ويؤكد لنا كتاب سيرته أن مهندس الدولة في مملكة جو هم بغزو دولة سونج ليجرب في هذا الغزو سلما جديدا من سلالم الحصار اخترعه في ذلك الوقت؛ فما كان من موزي إلا أن أخذ يعظه ويشرح له عقيدة الحب والسلم العالميين حتى أقنعه بالعدول عن رأيه، وحتى قال له المهندس: «لقد كنت قبل أن ألقاك معتزما فتح بلاد سونج، ولكني بعد أن لقيتك لا أحب أن تكون لي ولو سلمت إلي من غير مقاومة ومن غير أن يكون ثمة سبب حق عادل يحملني على فتحها». فأجابه موزي بقوله: «إذا كان الأمر كذلك فكأني قد أعطيتك الآن دولة سونج. فاستمسك بهذه الخطة العادلة أعطك ملك العالم كله».
وكان العلماء من أتباع كنفوشيوس والساسة أتباع لوينج يسخرون من هذه الأفكار السلمية؛ ولكن موزي رغم هذه السخرية كان له أتباع، وظلت آراؤه مدى قرنين كاملين عقيدة تدين بها شيعة تدعو إلى السلام، وقام اثنان من مريديه وهما سونج بنج، وجونج سون لونج بحملة قوية لنزع السلاح، وجاهدا في سبيل هذه الدعوة حق الجهاد. وعارض هان- في أعظم النقاد في عصره هذه الحركة، وكان ينظر إليها نظرة في وسعنا أن نسميها نظرة نيتشية، وكانت حجته في معارضته أن الحرب ستظل هي الحكم بين الأمم حتى تنبت للناس بالفعل أجنحة الحب العام. ولما أصدر شين هوانج- دي أمره الشهير «بإحراق الكتب» ألقيت في النار جميع الآداب المودية كما ألقيت فيها جميع الكتب الكنفوشية؛ وقضى هذا الحريق على الدين الجديد وإن لم يقض على عقيدة المعلم الأكبر وكتاباته.

## وصلات خارجية
- Full text of the Mozi (Chinese with English translation)